# あなたに恋のリフレイン
『あなたに恋のリフレイン』（The Marrying Man、英国タイトル：Too Hot to Handle）は、1991年制作のアメリカ映画。バグジー・シーゲルがラスベガスを興した頃を背景に、同じ相手と何度も結婚した夫婦の実話を、ニール・サイモンが脚色。ベイシンガーとボールドウィンはここでの共演をきっかけに結婚するが、後に離婚している。ベイシンガーとボールドウィンは後に『ゲッタウェイ』でも共演する。

## キャスト
※括弧内は日本語吹替
- ヴィッキー・アンダーソン - キム・ベイシンガー（小山茉美）
- チャーリー・パール - アレック・ボールドウィン（菅生隆之／安原義人[2]）
- ルー・ホーナー - ロバート・ロッジア（青野武）
- アデル・ホーナー - エリザベス・シュー（相沢恵子）
- バグジー・シーガル - アーマンド・アサンテ（有本欽隆）
- フィル・ゴールデン - ポール・ライザー（富山敬）
- サミー - フィッシャー・スティーヴンス（喜多川拓郎）
- トニー - ピーター・ドブソン（小形満）
- ジョージ - スティーヴ・ハイトナー（中博史）
- ガス - ジェレミー・ロバーツ（麦人）
- シーラ - マーラ・ヒーズレー

## ノミネート
- 第12回ゴールデンラズベリー賞
  - 最低女優賞